# 火车进站

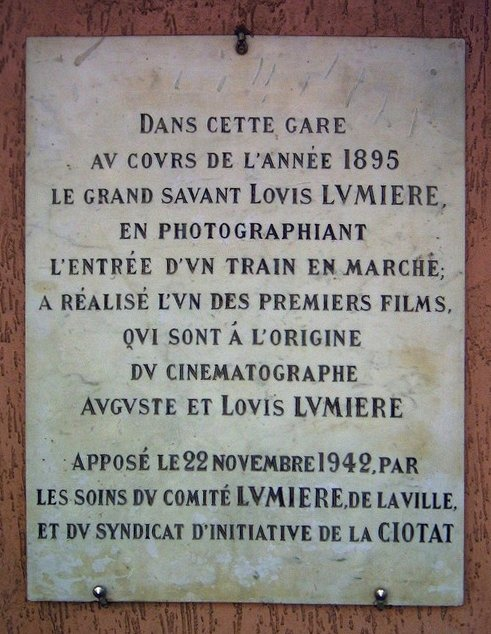
对该电影的纪念牌匾

《火车进拉西奥塔站》是法国卢米埃尔兄弟于1896年1月25日在巴黎首映的一部黑白无声短纪录片。这部电影常被错认为是第一部电影，尽管“最早放映”的电影以及“最早生产”的电影分别是1895年的工厂大门和1888年的朗德海花园场景。

## 概要

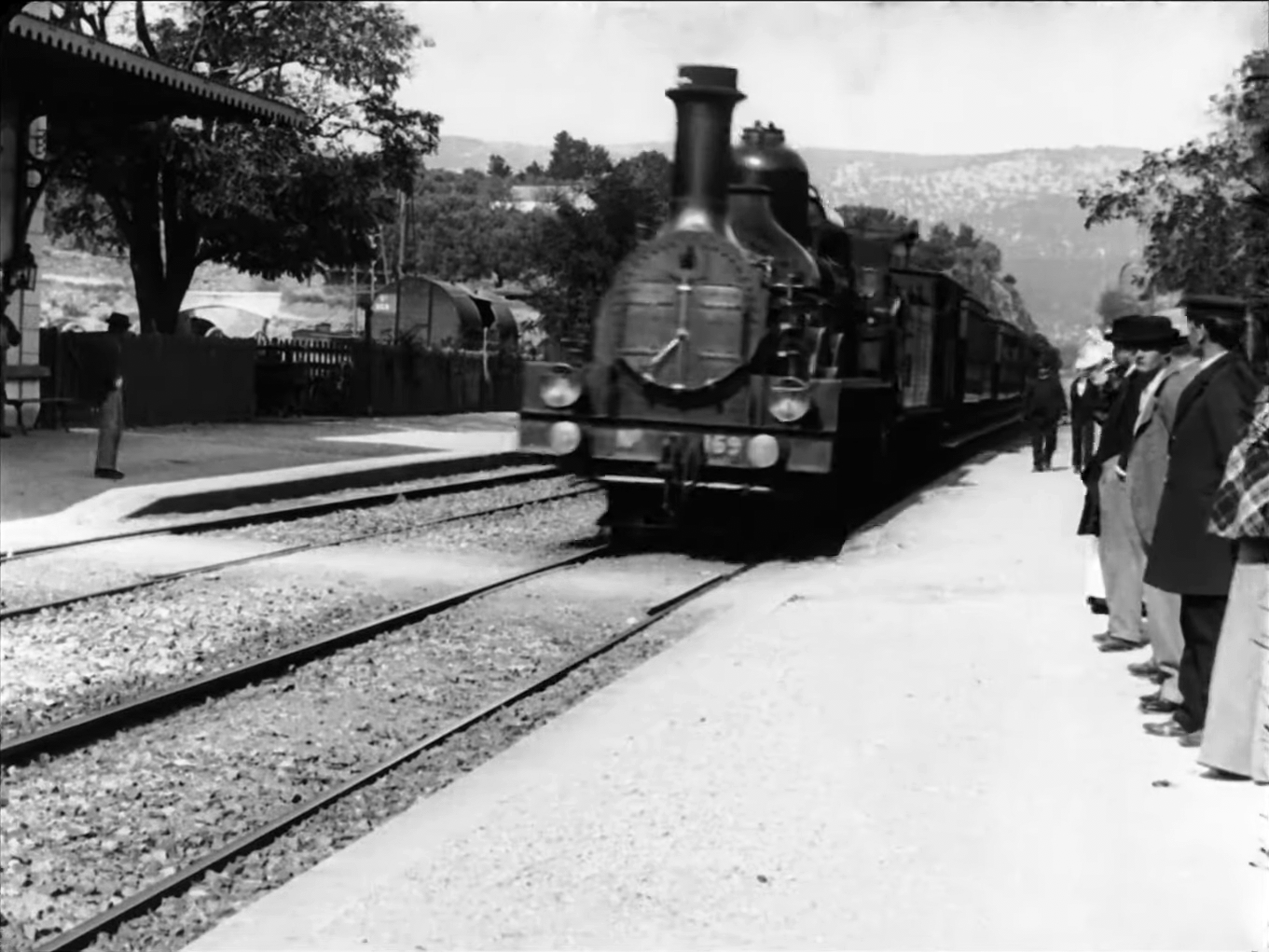
《火車進站》劇照

这部50秒的无声电影展现了一辆火车在蒸汽机车的牵引下，驶进法国沿海小镇拉西奥塔的情景。跟卢米埃尔早期的大部分作品一样，《火车进站》由单一的、不加修饰的视角来描绘日常生活的某一方面。攝影機没有被故意明显地移动，而且电影由连续的实时镜头构成。

## 制作
电影在法国罗讷河口省拉西奥塔拍摄，由兼具錄影和放映功能的电影机拍摄。跟卢米埃尔兄弟早期的所有电影一样，电影格式为35毫米，长宽比1.33:1。

## 当时人们对电影的反应
电影与电影世界中知名的都会传奇有关。观众被直冲着他们而来的真人大小列车的移动画面吓得惊慌失措，人们尖叫着跑到放映室的后面。德国《明镜》周刊的赫尔穆特·卡拉谢克（Hellmuth Karasek）撰文指出，电影“有着特别持久的影响，没错，它引发恐慌、恐惧甚至是惊悚。”然而，有人怀疑该事件的真实性，如电影学者和历史学家Martin Loiperdinger的论文《卢米埃尔的〈火车到站〉：电影的开国神话》。不管事件是否真正发生，电影无疑使得那些不习惯运动画面产生的惊人逼真错觉的观众感到惊讶。卢米埃尔兄弟清楚地认识到，如果他们将摄像机放在非常接近到站火车的平台，效果会是戏剧性的。影片的另一大显著方面是，它说明了使用长镜头、其次是中景和特写镜头设立电影背景的方法。（由于对于整部电影而言是静态的，不同“镜头”的效果受单一移动物体影响。）列车从远距离点到站，压倒观众，最终穿过銀幕下方边缘。

## 3D版本
在电影史上常被人忽略的一点是，在电影被发明并公开展映前，卢米埃尔兄弟一直在试图得到立体影像。路易·卢米埃尔最终使用立体胶片相机再度拍摄《火车进站》，并于1935年在法兰西科学院上展示该电影及其他一些短片。由于早年人们对电影发展的记录不详，且多有矛盾之处，早期的电影史学家很有可能混淆了2D与3D版本的《火车进站》放映时观众的反应。观众激烈的反应更贴合后来的3D版本展映，因为在这一版本中，火车显得是从銀幕中朝观众跑来。由于3D电影从未像传统2D电影一样在商业上腾飞，这些细节从未被人注意。

## 流行文化
2011年电影《雨果》出现该电影放映的场景。
2024巴黎奥运会开幕式出现包含本电影的画面。